# Brennan Rubie
Brennan Rubie (Salt Lake City, 8 aprile 1991) è un ex sciatore alpino statunitense.

## Biografia
Brennan Rubie ha fatto il suo esordio in gare FIS il 6 dicembre 2006, giungendo 38º in uno slalom speciale a Winter Park. Due stagioni dopo ha debuttato in Nor-Am Cup partecipando al supergigante disputato a Mammoth Mountain il 10 febbraio 2009, piazzandosi 49º. Nel 2011 ha esordito in Coppa Europa, il 21 gennaio a Oberjoch in slalom gigante (39º), e ha conquistato il suo primo podio in Nor-Am Cup classificandosi 3º nella supercombinata tenutasi nella località di Aspen il 17 febbraio, alle spalle di due connazionali: Thomas Biesemeyer e Ryan Cochran-Siegle.
Il 1º dicembre 2012 ha partecipato per la prima volta a una gara di Coppa del Mondo chiudendo 27º nel supergigante di Beaver Creek. Pochi giorni dopo, il 14 dicembre, ha ottenuto la sua prima vittoria in Nor-Am Cup aggiudicandosi lo slalom gigante di Panorama. Ai Mondiali di Vail/Beaver Creek 2015, suo debutto iridato, è stato 26º nello slalom gigante; il 7 febbraio 2016 ha colto a Mont-Sainte-Anne in slalom gigante la sua ultima vittoria in Nor-Am Cup e il 17 marzo successivo l'ultimo podio, ad Aspen nella medesima specialità (3º).
Ai Mondiali di Sankt Moritz 2017, sua ultima presenza iridata, si è classificato 15º nella combinata. Si è ritirato al termine di quella stessa stagione 2016-2017 e la sua ultima gara in carriera è stata lo slalom gigante di Coppa del Mondo disputato a Kranjska Gora il 4 marzo, non completato da Rubie.

## Palmarès

### Coppa del Mondo
- Miglior piazzamento in classifica generale: 106º nel 2017

### Nor-Am Cup
- Miglior piazzamento in classifica generale: 5º nel 2016
- Vincitore della classifica di slalom gigante nel 2016
- 14 podi:
  - 7 vittorie
  - 2 secondi posti
  - 5 terzi posti

#### Nor-Am Cup - vittorie
| Data             | Località         | Paese       | Specialità |
| ---------------- | ---------------- | ----------- | ---------- |
| 14 dicembre 2012 | Panorama         | Canada      | GS         |
| 15 dicembre 2012 | Panorama         | Canada      | GS         |
| 17 dicembre 2012 | Panorama         | Canada      | SG         |
| 3 febbraio 2014  | Stowe            | Stati Uniti | GS         |
| 4 febbraio 2014  | Stowe            | Stati Uniti | GS         |
| 5 febbraio 2016  | Mont-Sainte-Anne | Canada      | GS         |
| 7 febbraio 2016  | Mont-Sainte-Anne | Canada      | GS         |

Legenda:

SG = supergigante

GS = slalom gigante

### Australia New Zealand Cup
- Miglior piazzamento in classifica generale: 31º nel 2016
- 1 podio:
  - 1 terzo posto

### Campionati statunitensi
- 4 medaglie[1][2]:
  - 1 oro (combinata nel 2016)
  - 2 argenti (supergigante nel 2012; slalom gigante nel 2014)
  - 1 bronzo (slalom gigante nel 2016)